# چارلز وسترهولم
چارلز وسترهولم (انگلیسی: Charles Westerholm; ۲۷ دسامبر ۱۸۹۷ – ۲ سپتامبر ۱۹۷۷) دوچرخه‌سوار اهل ایالات متحده آمریکا بود. وی در بازی‌های المپیک تابستانی ۱۹۲۸ شرکت کرده است.